# Fornelos e Queijada
Fornelos e Queijada ist eine portugiesische Gemeinde (Freguesia) im Kreis (Concelho) Ponte de Lima im Nordwesten Portugals.

## Geschichte
Die Gemeinde entstand im Zuge der Gebietsreform vom 29. September 2013 durch die Zusammenlegung der ehemaligen Gemeinden Fornelos und Queijada. Fornelos wurde Sitz der neuen Verwaltung.

## Demographie
| Freguesia | Freguesia           | Freguesia | Freguesia       | ehemalige Freguesias | ehemalige Freguesias | ehemalige Freguesias | ehemalige Freguesias |
| --------- | ------------------- | --------- | --------------- | -------------------- | -------------------- | -------------------- | -------------------- |
| Wappen    | Freguesia           | Einwohner | Fläche in (km²) | Wappen               | Freguesia            | Einwohner            | Fläche in (km²)      |
|           | Fornelos e Queijada | 1869      | 13,01           |                      | Fornelos             | 1670                 | 10,67                |
|           | Fornelos e Queijada | 1869      | 13,01           | Queijada             | 272                  | 2,34                 |                      |